# FMA指令集
FMA指令集（英語：Fused-Multiply-Add，即积和熔加运算）是x86架构微处理器上的指令集。FMA指令集是128位元和256位元的流式單指令流多資料流擴充集（SSE）指令集，以进行积和熔加运算。FMA指令集允许建立新的指令并有效率地执行各种复杂的运算，可结合乘法与加法运算（即进行积和熔加运算），通过单一指令执行多次重复计算，从而简化程序，从而使系统能快速执行绘图、渲染、相片着色、立体音效，及复杂向量运算等计算量大的工作。現時x86指令集中有兩種FMA指令集：
- FMA4：是一種四元運算指令集，由AMD於2011年發表並首次使用於Bulldozer微架構上。其實作比FMA3指令集來得早。
- FMA3：是一种三元运算指令集，由AMD於2012年發表並首次使用於Piledriver微架構上，英特爾也在2013年發表的Haswell微架構開始支援FMA3指令集。